# Fabrice Colleau
Fabrice Colleau est un footballeur français né le 26 juin 1977 à Saint-Renan. Il évolue au poste de milieu de terrain.
Il est doté d'un bagage physique et tactique au-dessus de la moyenne et d'une bonne technique balle au pied. En juillet 2003 il effectue un essai non concluant au Stade lavallois, avant de jouer une dernière saison à Guingamp.

## Carrière
- 1999-2002 : EA Guingamp (L2)
- 2002-2003 : Nîmes Olympique (National)
- 2003-2004 : EA Guingamp (L1)
- 2004- janv. 2006 : Amiens SC (L2)
- 2005-déc. 2007 : FC Gueugnon (L2)
- déc 07-2011 : EA Guingamp (L2 puis National)[2]

## Palmarès
- Vainqueur de la Coupe de France en 2009 avec Guingamp

## Statistiques
- 2 matchs et 0 but en Ligue Europa
- 49 matchs et 2 buts en Division 1
- 184 matchs et 10 buts en Division 2